# Powstanie w Paryżu w 1839

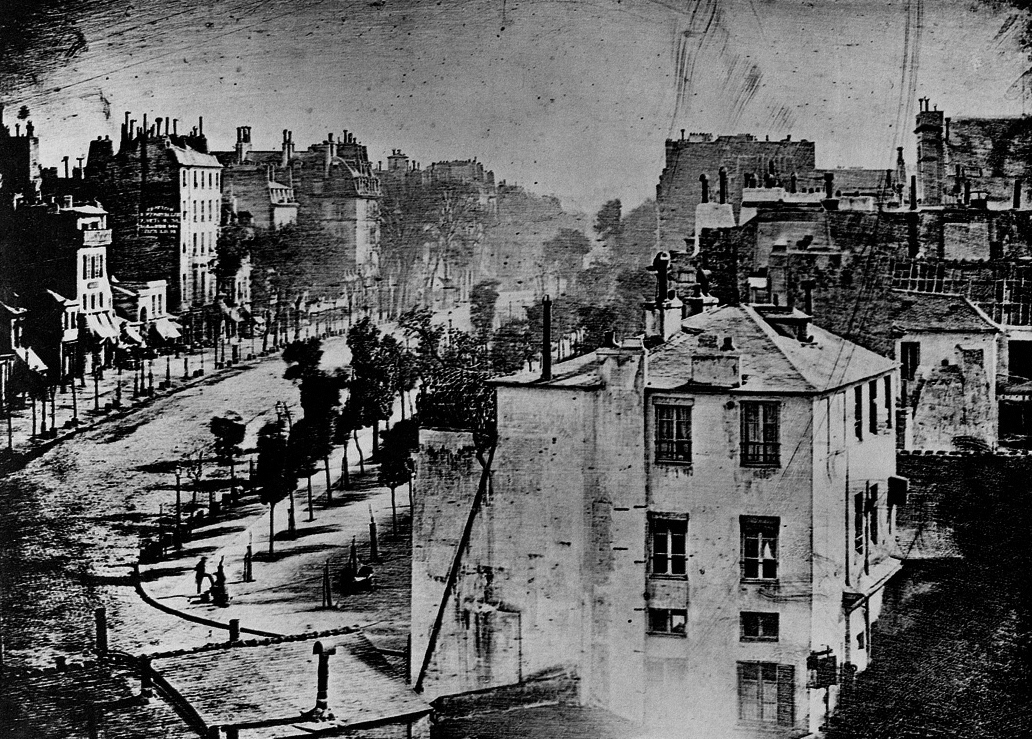
Ulica Temple w 1839 r.

Powstanie w Paryżu 12 maja 1839 – nieudana próba zamachu stanu w Paryżu, zorganizowana przez tajne stowarzyszenie blankistowskie o nazwie Stowarzyszenie Pór Roku.

## Przebieg walk
Zgodnie z blankistowską taktyką działania, spiskowcy pod wodzą Augusta Blanquiego, Armanda Barbèsa i Martina Bernarda nie prowadzili szerszej akcji agitacyjnej wśród robotników i studentów. Oczekiwali na to, że samo pojawienie się powstańców na ulicach skłoni masy do uczestnictwa w walce o obalenie monarchii i ustanowienie republiki.
12 maja 1839 około czternastej powstańcy, podzieleni na trzy kolumny, udali się do dzielnicy Hal, gdzie okrzykami bojowymi oraz budując barykady usiłowali zachęcić mieszkańców ubogich dzielnic do uczestnictwa w walce. Oczekiwany entuzjazm ludowy jednak nie nastąpił. Do kilkuset powstańców przyłączyły się jedynie pojedyncze osoby. Nie powiódł się marsz na prefekturę policji, spiskowcy czasowo opanowali za to ratusz, z balkonu którego Barbès wygłosił rewolucyjną deklarację. Ostatecznie zniechęciła ona mniej radykalne środowiska republikańskie od poparcia powstania. W tej fazie powstania to Barbès kierował akcją powstańczą i Blanqui wielokrotnie oskarżał go później o popełnienie błędów przesądzających o niepowodzeniu całego przedsięwzięcia. Nawet jeśli pewne błędy w istocie zostały popełnione, to i tak kluczową przyczyną porażki była dysproporcja sił i całkowita apatia mas ludowych, na które najbardziej liczono.
W godzinach popołudniowych ratusz został otoczony przez wojsko. W strzelaninie zginęło 77 powstańców, a 51 zostało rannych. Straty strony rządowej wyniosły 28 zabitych żołnierzy oraz 62 rannych. Przywódcy powstania, poza Blanquim, który ukrywał się do października, zostali ujęci tego samego dnia lub następnego. Walki zakończyły się totalną klęską oddziałów republikańskich.

## Konsekwencje
Porażka powstania była kompromitacją blankistowskiej taktyki działania. Nie okazała się jednak gwoździem do trumny blankizmu – ruch ten zachował swoją popularność i jeszcze w czasie Komuny Paryskiej znacząco wpływał na francuską lewicę.
Bezpośrednim skutkiem powstania była seria procesów, w których łącznie osądzono 750 osób. Najważniejsi oskarżeni stanęli przed Izbą Parów. Barbès i Bernard, sądzeni 11 i 12 lipca, odmówili obrony i zostali skazani odpowiednio na śmierć i na deportację. Dzięki interwencji Wiktora Hugo, który osobiście apelował o zachowanie życia podsądnym, karę śmierci zamieniono początkowo na ciężkie roboty, a następnie – także na deportację. Obaj trafili do więzienia stanu na wyspie Mont Saint-Michel.
Proces Blanquiego i dalszych członków powstańczego sztabu (łącznie 34 osoby) miał miejsce w styczniu 1840 i zakończył się wyrokiem skazującym Blanquiego na śmierć, także zamienioną na dożywotnie osadzenie na Mont Saint-Michel. Wszyscy osadzeni opuścili więzienie w 1848 r. na fali amnestii dla republikanów po zwycięskiej rewolucji lutowej.